# 青岛地铁4号线
青岛地铁4号线是中华人民共和国山东省青岛市轨道交通的一条地铁线路，该线是胶州湾东岸主城区南部的东西向干线，开通于2022年12月26日。

## 线路
4号线全长约 30.71 km，先后贯穿市南区、市北区和崂山区。线路自太平路大学路路口起，先向西北途经太平路、常州路，再向北途经江苏路、热河路，后向东途径辽宁路，再沿华阳路折向东北，途经内蒙古路后沿鞍山路向东，途经辽阳西路、辽阳东路后向北拐入科苑纬一路，向东途经枣山东路、李宅路、李沙路后，向东北拐入崂山路至鱼水路路口。
4号线设车辆段及综合基地一座，位于登瀛站南侧。区间正线最小曲线半径 350 m，困难情况下为 300 m；车站不小于 800 m。正线最大坡度一般不大于 30‰，困难地段可采用 35‰；隧道内和路堑地段的区间线路最小坡度一般不小于 3‰，在保证排水的条件下，可采用小于 3‰ 的坡度。地下线车站站台计算长度段的纵坡采用平坡，在困难条件下，可设在不大于 3‰ 的坡道上。

## 车站
4号线沿途共设25座车站，全部为地下站，站台采用高站台门。平均站间距 1258 m，最大站间距 1858 m（科苑经七路站至张村站），最小站间距 664 m（人民会堂站至信号山（青大附院）站）。
| 编号 | 名称               | 站台形式 | 站间距 （m） | 中心里程 （m） | 换乘线路              |
| ---- | ------------------ | -------- | ------------ | -------------- | --------------------- |
| 401  | 人民会堂           | 岛式     | 371          |                | 3号线                 |
| 402  | 信号山（青大附院） | 岛式     | 0665         |                |                       |
| 403  | 观象山（市立医院） | 岛式     | 0805         |                | 1号线                 |
| 404  | 泰山路             | 岛式     | 1335         |                | 2号线                 |
| 405  | 昌乐路             | 岛式     | 1350         |                | 5号线 利津路站：2号线 |
| 406  | 海泊河公园         | 岛式     | 1090         |                |                       |
| 407  | 海泊桥（海慈医疗） | 岛式     | 1131         |                | 1号线                 |
| 408  | 西吴家村           | 岛式     | 0842         |                | 8号线                 |
| 409  | 错埠岭             | 岛式     | 1301         |                | 3号线                 |
| 410  | 福辽立交桥         | 岛式     | 0804         |                |                       |
| 411  | 洪山坡（妇儿医院） | 岛式     | 0711         |                |                       |
| 412  | 劲松三路           | 岛式     | 1340         |                | 7号线                 |
| 413  | 埠西               | 岛式     | 0746         |                |                       |
| 414  | 大埠东             | 岛式     | 1219         |                | 5号线                 |
| 415  | 辽阳东路           | 岛式     | 1541         |                | 2号线                 |
| 416  | 董家下庄           | 岛式     | 1481         |                |                       |
| 417  | 科苑经七路         | 岛式     | 1204         |                | 15号线                |
| 418  | 张村               | 岛式     | 1859         |                | 蓝谷快线              |
| 419  | 彭家庄             | 岛式     | 1534         |                |                       |
| 420  | 南宅科             | 岛式     | 1620         |                |                       |
| 421  | 小崂山             | 岛式     | 1622         |                |                       |
| 422  | 沙子口             | 岛式     | 1176         |                | 5号线                 |
| 423  | 段家埠             | 岛式     | 1615         |                |                       |
| 424  | 登瀛               | 岛式     | 1620         |                |                       |
| 425  | 大河东             | 岛式     | 1600         |                |                       |

## 运营
4号线为双线单向右侧行车，人民会堂站至大河东站方向为上行，反之为下行。运营时间为每日下行 6:00 至 22:10、上行 6:15 至 22:40。单程运行时间约为54分钟，旅行速度约为 34.4 km/h，平均站间运行时间约2.2分钟。

## 车辆
4号线配属列车37列，均为4动2拖6辆编组（+Tc1-M1-M2+M3-M4-Tc2+），制造商型号为 SFM103，设计构造速度 90 km/h，正线最高运行速度 80 km/h。首列车（M0401）于2022年2月11日竣工下线，所有列车在2022年12月26日随4号线通车而投入运营。

## 沿革
2013年7月2日，青岛市环保局发布了地铁4号线的环境影响评价公告，4号线开展工程的环境影响评价工作；7月底，青岛地铁集团有限公司组织中铁二院工程集团有限责任公司编制完成了《青岛市地铁4号线工程可行性研究报告》，并开展《青岛市地铁4号线工程环境影响报告书》编制工作。8月，中铁二院编制完成报告书初稿。9月12日，环境影响评价报告书发布；10月，工程勘察招标。2016年7月29日，《青岛市地铁4号线工程可行性研究报告》获青岛市发改委批复；7月19日，《青岛市地铁4号线工程（沙子口～大河东段）可行性研究报告》进行专家评估。
2022年3月10日，青岛地铁4号线全线洞通。4月6日，4号线正式站名公布。4月28日，青岛地铁4号线全线轨通。11月1日，4号线通过节能验收。10月25日，4号线完成初期运营前安全评估预检查。12月15日，4号线通过初期运营前安全评估。12月26日，4号线开通运营。
2023年8月31日，4号线观象山（市立医院）站开通。

## 事故
2019年5月27日下午17时40分许，青岛地铁4号线沙子口至静沙区间施工段发生坍塌，初步确定有5名施工工人被困。官方6月2日通报受困人员全部遇难。

## 备注
1. ↑  始发站，距设计起点371 m。
2. ↑  分离岛式站台